# Línea de audio
Una línea de audio indistintamente, sirve para enviar la señal o recibirla, dependiendo de lo que haya conectado al principio y al final de la misma. La línea siempre lleva la señal desde la salida out de un equipo a la entrada de otro in. Hay que tener en cuenta que si se conecta entrada con entrada o salida con salida la línea no transporta señal alguna.
Al definir la línea como camino de ida y vuelta, queda establecido que la línea siempre está constituida por dos conductores, en los que la señal que parte de A, llega a B y termina su recorrido (cierra el circuito) nuevamente en A. 
No hay que confundir línea con cable. La línea sigue una ruta a través de cables, patch, o conectores. El cable forma parte de la línea, la línea no es el cable en sí:
- En las líneas no balanceadas, dentro del cable hay un conductor que transporta la señal de ida (conductor vivo o caliente), mientras que el cierre del circuito (conductor de retorno o frío) se hace por la malla que recubre al anterior. Un caso típico de línea desbalanceada es la formada por un par coaxial.
- En las líneas balanceadas, dentro del cable hay dos conductores idénticos, uno para la ida y otro para el retorno. Casos típicos de líneas balanceadas son las constituidas mediante par simétrico o par trenzado

Tampoco hay que confundir línea de audio con canal de audio.
Además del concepto retorno de la señal o más exactamente cierre del circuito que antes se ha definido, hay ciertas líneas especiales que reciben el nombre de retorno, pero ambas cosas aunque son conceptos próximos, no son sinónimos. 
El retorno es una línea propiamente dicha a través de la cual el equipo devuelve, hacia el punto de origen, la señal tras ser procesada. Este concepto se usa mucho en radio, donde el locutor escucha lo que sale de la propia mesa (lo que sale al aire tal como sale) a través de los cascos.